# Джонатан Едуардс
Джонатан Дейвид Едуардс, CBE (на английски: Jonathan David Edwards) е бивш лекоатлет от Англия, състезател по троен скок. Висок е 183 см.
Едуардс е сред най-големите атлети в историята. Олимпийски, 2 пъти световен и веднъж европейски шампион. От 1995 насам държи световния рекорд в тройния скок с постижение от 18,29 м.
Приключва спортната си кариера през 2003 и оттогава работи като спортен коментатор за BBC. Член е на организационния комитет за Олимпийските игри 2012 в Лондон.
Награден е с почетния Орден на Британската империя.